# Osinlokun
Oba Osinlokun ou Eshinlokun (mort en 1829) règne en tant qu'Oba de Lagos de 1821 à 1829. Son père est Ologun Kutere et ses frères et sœurs sont Adele et Akitoye. Ils forment la maison dynastique dominante de Lagos. Parmi les enfants d'Osinlokun se trouvent Idewu Ojulari, Kosoko et Opo Olu.

## Règne mouvementé

### Contexte
La population de Lagos est estimée à 5000 entre 1780 et 1790 et passe à plus de 20.000 en 1811. Cette expansion démographique est principalement causée par l'importation d'esclaves depuis les territoires intérieurs ou causés par les différentes attaques de captation lancées par son père Ologun Kutere. Cela a pour conséquences d'apporter une importante mixité culturelle, de nouvelles croyances comme l'islam. Au décès d'Ologun Kutere, en 1807, les chefferies de Lagos désignent Adele à la succession, mais celui-ci est seulement âgé de 12 à 15 et ne reçoit pas l'approbation de l'Oba du Bénin. Une régence s'installe jusqu'en 1811.
Jusqu'ici, la succession au trône s'effectue par ordre de primogéniture, cependant Adele fait exception à cette règle. Plusieurs raisons expliquent cette particularité : il est directement nommé par Ologun Kutere comme son successeur, il est très populaire, il est soutenu par plusieurs chefs puissants.

#### Versions divergentes
De nombreuses versions divergent sur les raisons qui amènent Osinlokun à rester en retrait de son droit de succession, considérant qu'il n'a probablement pas eu le choix. Une version divergente, soutenue par John Houston ultérieurement, indique qu'Osinlokun ne souhaite pas cette position car il possède une activité de marchand d'esclave très lucrative :  
Il avait assez de revenus et ne souhaitait pas être dérangé par les affaires du gouvernement, autre que celle de conseiller son frère. (...) Il s'attendait à devoir diriger les affaires tandis que son frère se chargerait des responsabilités.

### Coup d'état
Bien qu'Osinlokun ne semble initialement pas opposé à Adele, il change de position lorsqu'Adele développe une politique commerciale incompatible avec ses propres intérêts. Des premières tensions se dévoilent en 1816, lors d'un conflit qui oppose les deux frères et pousse à l'exil Osinlokun. Vers 1820 ou 1821, Osinlokun profite de l'impopularité de son jeune frère oba Adele afin de prendre le trône. L'introduction de l'islam et de l'Egungun, jugé inconvenant, réduisent les soutiens d'Oba Adele. Un coup d'État violent soumet l'ancien oba à l'exil. Il rejoint la ville voisine, Badagry, dans laquelle il assume la gouvernance. Pendant son exil, Adele tente de reprendre le trône sans succès. 

## Décès
Osinlokun meurt en 1829 et est remplacé par son fils Idewu Ojulari.